# Мадрасо, Анхель
Анхель Мадрасо (исп. Ángel Madrazo, род. 30 июля 1988 в Сантандере, Испания) — испанский профессиональный шоссейный велогонщик. В 2014-2016 годах выступал за команду Caja Rural-Seguros RGA. 2017–2018 года гонщик континентальной команды Delko–Marseille Provence KTM.

## Главные Победы
| 2008 - 1-й на этапе 5 — Circuito Montañés 2013 - Тур Британии - 1-й - спринтерская классификация - 1-й - горная классификация 2015 - Вуэльта Риохи - 1-й — Сптинтерская классификация - 1-й — Комбинированная классификация - 1-й — Prueba Villafranca de Ordizia 2019 - 1-й на этапе 5 — Вуэльта Испании |